# Poitou-Charentes
Poitou-Charentes (IPA: [pwatu ʃaʁɑ̃t] kiejtéseⓘ) Franciaország egyik régiója volt 2015 végéig az ország nyugati (atlanti) partvidékén. A 2014. évi közigazgatási reform keretében néhány új közigazgatási régió létrehozásáról és a korábbiak közül több összevonásáról döntöttek. 2016. január 1-jén Aquitania és Limousin addigi régiókkal együtt az újonnan alakított Új-Aquitania régió része lett. Székhelye Poitiers volt. Területét négy megyére oszlott.

## Történelme
A középkor nagy részében Poitou önálló grófság volt Poitiers székhellyel. A nyelvhasználat nyelvhasználat ingadozó: a tartományurakat hol Poitou, hol Poitiers grófjainak nevezik.

## Fontosabb városai
- Angoulême
- Bressuire
- Châtellerault
- Cognac
- La Rochelle
- Niort
- Poitiers
- Rochefort
- Royan
- Saintes

## Lásd még
- Konyak